# Акиндин
Акинди́н — мужское личное имя греческого происхождения (от греч. ακίνδυνος  — «безопасный»).
На Русь пришло из Византии вместе с христианством. Имя в XX веке практически вышло из употребления: оно отсутствует в масштабных статистических подсчётах имён новорождённых В. А. Никонова по некоторым регионам центральной России за 1961 год. Просторечная форма — Анкудин.
От имени Акиндин и его вариантов образованы фамилии: Акиндинов, Акундинов, Анкидинов, Анкудинов, Анкудимов, Кудинов, Кудимов, Удимов.
От имени Акиндин и его вариантов образованы названия населённых пунктов: Анкудиново, Анкудиновка, Кудиново и другие.
У героя романа Василия Белова «Кануны» Акиндина Судейкина имя, означающее «безопасный», соответствует характеру: он борется с недостатками своими стихами и песнями, не внося при этом зло в деревенский быт.

## Именины
- 1 мая, 4 сентября, 15 ноября, 2 декабря[1].